# 숙비 최씨 (우왕)
숙비 최씨(淑妃 崔氏, 생몰년 미상)는 고려의 제32대 왕 우왕의 제4비이다.

## 생애

### 가계
고려 말 우왕의 총애를 받은 구비삼옹주 중 한명이다. 서운정 최천검과 그 첩의 소생이다. 일명 가야지(加也只)라고도 불렸으며, 이름은 용덕(龍德)이다. 원래 통제원의 여종이었다가, 우왕의 제3비인 의비 노씨의 궁인이 되었다. 최천검은 자신의 딸이 왕비가 되자 밀직사로 특진했는데, 이후 남의 집을 함부로 빼앗고 궁 안에 천인들을 들일 뿐 아니라 뇌물도 받는 등의 행패를 부렸다. 더불어 사위인 우왕에게 여자를 바쳐서 총애를 받고 관직에 나아갔다고 기록되어 있다.

### 왕비 시절
의비의 궁인으로 있던 용덕은 우왕의 눈에 들어 왕의 총애를 받게 되었다. 우왕은 1384년(우왕 10년) 음력 윤10월에 처음 용덕의 집을 방문하였는데, 며칠 후부터는 매일처럼 용덕의 집에 드나들다가 나중에는 용덕의 집이 누추하다는 이유로 아예 대궐 근처에 있던 판서 이성중의 집을 용덕에게 주고 그곳에서 살게 하였다. 이후 우왕은 용덕과 함께 사냥을 나가거나 용덕이 있던 이성중의 집에서 밤을 보내기도 하였다.
용덕은 1384년 음력 11월 16일 정식으로 왕비에 책봉되어 숙비(淑妃)가 되었다. 이때 그녀의 아버지 최천검은 밀직사에 제수되고 어머니는 명선옹주에 봉해졌으며, 언니 해아의 남편 정희계는 판밀직사사에 봉해졌다. 우왕이 용덕의 집을 처음 방문한 지 한달여 만에 일어난 일들이었다.
숙비가 된 용덕은 왕비에 책봉된 지 얼마 지나지 않아 봉가이를 참소하였다. 봉가이는 역시 우왕의 총애를 받던 사노비 출신의 여인으로, 훗날의 덕비 조씨이다. 당시 우왕이 봉가이가 있던 이인임의 집을 자주 찾아가자 이를 질투한 용덕은, "봉가이와 평리 도길부가 서로 간통하고 있다."라는 내용을 우왕에게 참소하였다. 우왕은 도길부를 서북면도체찰사로 좌천시키고 일을 마무리지었다. 한편 1385년(우왕 11년) 음력 10월에는 최천검의 가노가 좌대언 윤취에게 무례하게 대하자 윤취가 이 가노를 때렸는데, 용덕이 이 일을 가지고 우왕에게 윤취를 참소하였다. 결국 윤취는 서인으로 강등되고 말았다.
그러나 1386년(우왕 12년) 음력 2월 한때 자신이 무고했던 봉가이가 이번에는 거꾸로 용덕을 모함하는 일이 벌어졌다. 봉가이는 "용덕이 그 어미와 함께 방중술을 써서 남을 꾀어내는 짓을 한다" 라고 하였는데, 안그래도 당시 용덕에게 애정이 식어있던 우왕은 크게 화내며 곧바로 용덕을 숙비의 자리에서 폐출시키고, 그 아버지 최천검의 집을 적몰했을 뿐 아니라 용덕의 궁인들까지 모두 가두었다. 이어 다음달인 음력 3월 용덕과 최천검은 전주로 귀양을 가고, 용덕의 어미와 언니 해아, 시종들은 모두 사형을 당했다. 당시 임견미, 이성림, 염흥방 등이 용덕과 그 가족을 애석하게 여기고 도우려 했지만 실패하였다. 용덕은 이듬해인 1387년(우왕 13년) 음력 7월에야 개경으로 소환되어 돌아올 수 있었다.
이후 우왕은 용덕을 위해 황금으로 된 불상을 만들기도 하고, 용덕이 병이 들자 우왕은 사면령을 내리고 승려들을 동원하여 기도를 올리기도 하였다. 그리고 용덕을 위해 부를 세우고 그 이름은 의혜부(懿惠府)라 하였으며, 모든 것은 우왕의 할머니인 명덕태후의 숭경부의 예를 따르도록 하였다.
한편 용덕의 아버지 최천검도 역시 귀양을 갔다가 용덕과 함께 소환된 듯, 《고려사》의 1387년 음력 8월 기록에 최천검이 천양부원군에 책봉되었다는 내용이 등장한다.

### 우왕 폐위 후
1388년(우왕 14년) 음력 6월 우왕이 폐위되면서, 창왕의 모후인 근비 이씨를 제외한 나머지 우왕의 후비들은 모두 사가로 쫓겨났다. 이때 용덕도 쫓겨났고, 아버지 최천검은 원지로 유배를 갔다. 이후 우왕의 다른 왕비들의 아버지는 두달 뒤인 음력 8월 7일 창왕의 생일을 맞이하여 방면되었으나, 이때의 기록에서 최천검의 이름은 보이지 않고 대신 형부 정희계의 이름만이 보인다.
우왕 폐위 후 그녀 자신의 행적에 대해서는 남아있는 기록이 없다. 우왕과의 사이에서 자녀는 없었다.
한편 우왕은 신돈의 자식으로 취급되어 《고려사》의 〈세가〉에 오르지 못하고 〈열전〉반역 편에 수록되었고, 숙비를 포함한 모든 우왕의 왕비들은 《고려사》〈열전〉에 아예 수록조차 되지 못했다.

## 가족 관계
- 아버지 : 최천검(崔天儉, 생몰년 미상)
- 어머니 : 명선옹주(明善翁主, ?~1386) - 최천검의 첩
  - 남편 : 제32대 우왕(禑王, 1365~1389, 재위:1374~1388)